# Prosevania formosana
Prosevania formosana är en stekelart som först beskrevs av Günther Enderlein 1909.  Prosevania formosana ingår i släktet Prosevania och familjen hungersteklar. Inga underarter finns listade i Catalogue of Life.